# Szaleńcy (film 1973)
Szaleńcy (ang. The Crazies) – amerykański horror fantastycznonaukowy z 1973 roku w reżyserii George’a A. Romero.

## Obsada
- Lynn Lowry – Kathy Bolman
- Harold Wayne Jones – Clank
- Will MacMillan – David
- Lloyd Hollar – pułkownik Peckem
- Lane Carroll – Judy
- Robert Karlowsky – szeryf Cooper
- Will Disney – dr. Brookemyre